# Professionnel
Le professionnel est une personne spécialisée dans un secteur d'activité ou exerçant une profession ou un métier. Le professionnalisme caractérise la qualité du travail de quelqu'un ayant de l'expérience. Le professionnalisme est la capacité à assurer un engagement envers la société et à répondre à ses attentes mandataires. 

## Le professionnalisme dans quelques domaines

### Médecine
Au Canada, on considère que l'engagement des médecins envers les principes du professionnalisme est essentiel. Cela n’englobe pas seulement leur engagement personnel envers le bien-être de leurs patients, mais également les efforts collectifs visant à améliorer le système des soins de santé pour le bien-être de la société.

### Travail
Dans le commerce, on oppose le professionnel au particulier.

### Sport
Dans le milieu sportif, est considéré comme professionnel tout athlète qui tire de son activité des revenus suffisants pour en vivre, à l'inverse de l'amateur (dont la rémunération demeure minime sinon nulle).

### Milieu artistique
La distinction entre professionnel et amateur en musique, peinture, littérature se fait entre ceux capables de systématiquement prédire le résultat de leurs actions et ceux qui sont systématiquement surpris des résultats de leurs actions, que ces résultats soient bons ou mauvais.

## Professionnalisme et gestion de crise
Le professionnalisme est particulièrement nécessaire dans la gestion des crises.
En France, notamment, à la suite des attentats de janvier 2015, le professionnalisme du GIGN s'est révélé exceptionnel ; c'est l'un des meilleurs services de ce type au monde ; le professionnalisme des forces de l'ordre françaises a été salué par le président Barack Obama lui-même. Après les attentats du 13 novembre 2015, le professionnalisme des équipes médicales s'est révélé remarquable également.